# Државни пут 15
Државни пут 15, познат као Осмех Војводине, је државни пут IБ реда у северној Србији.